# Fortezza di Diyarbakır

Il distretto di Sur è circondato dalle mura della città. La metà orientale della città murata qui raffigurata (Sur) è stata rasa al suolo nel 2015–2016 durante il conflitto curdo-turco. La metà occidentale è (2017) in fase di demolizione.

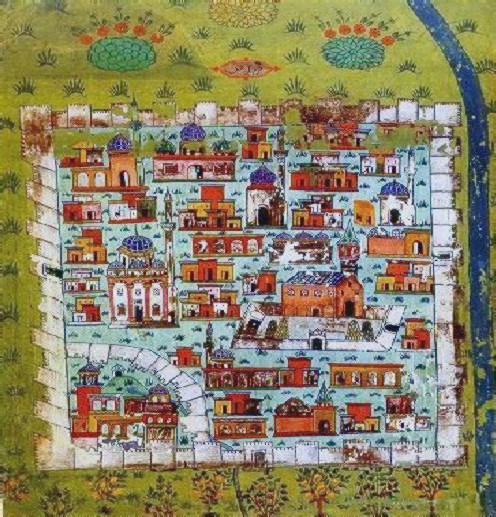
Pianta del XVI secolo di Diyarbakır di Matrakci Nasuh.

La fortezza di Diyarbakır è una fortezza a Sur, Diyarbakır, in Turchia, composta da una fortezza interna e da una esterna. L'UNESCO ha aggiunto l'edificio alla sua lista provvisoria nel 2000, e lo ha inserito nell'elenco dei patrimoni dell'umanità nel 2015 insieme ai giardini Hevsel.

## Storia

### Costruzione
Il materiale per le mura proviene dall'antica città romana di Amida e furono costruite nella loro forma attuale a metà del IV secolo dall'imperatore Costanzo II. Secondo lo storico armeno Mosè di Corene, le fortificazioni e le potenti mura di Amida-Diyarbakir furono costruite a metà del VI secolo a.C. sotto il re Tigrane durante il dominio degli Orontidi. Sono le mura difensive complete più larghe e lunghe al mondo dopo la Grande Muraglia Cinese (le Mura Teodosiane ad esempio sono più lunghe ma non sono continue)-
La fortezza di Diyarbakir fu costruita per la prima volta nel 297 dai romani. Nel 349 le mura furono notevolmente ampliate per ordine dell'imperatore Costanzo II. Nel corso dei successivi oltre 1500 anni, queste mura furono ampliate e fortificate utilizzando roccia vulcanica proveniente dalla regione circostante. Sulle mura ci sono quattro porte principali e 82 torri di avvistamento. Le torri di Diyarbakir furono costruite principalmente dai romani e successivamente ricostruite dagli ottomani quando presero il controllo della città nel XV e XVI secolo. A seguito della sconfitta dei Safavidi a Diyarbakir, gli Ottomani distrussero le mura con l'uso dei cannoni e quindi dovettero poi essere ricostruite. Oggi le mura sono in gran parte intatte e formano un anello attorno alla città vecchia che ha una circonferenza di oltre 4,8 chilometri. Le pareti sono alte più di 10 metri e hanno uno spessore di circa 3-5 metri alla base. Nel 1930 una parte del muro fu demolita.
La fortezza di Diyarbakir fu costruita, utilizzata e ricostruita durante il periodo romano e ottomano, comprese le mura della città. Ci sono sia pareti interne che esterne; il sito ha anche diverse porte e torri. Sulle pareti sono presenti circa 63 iscrizioni di vari periodi storici Ci sono resti di hurriti, medi, armeni, romani, sassanidi, bizantini, marwanidi, ayyubidi e ottomani. Si ritiene che la città abbia un "carattere multiculturale e multilingue". Negli anni 2010, la guerra tra l'esercito turco e la guerriglia curda ha provocato danni alla fortezza e ai monumenti circostanti, interrompendo i piani del governo per preservare la fortezza storica nella speranza di attirare turisti nell'area culturale di Diyarbakir. Circa un terzo del centro storico è stato distrutto dal governo turco al termine degli scontri, danneggiando irreversibilmente la città antica.

### Restauro
Dal 2000 al 2007 è stato eseguito un importante restauro delle mura. Gli edifici che erano costruiti direttamente sulle mura sono stati rimossi, i muri sono stati ripuliti ed è stato creato un parco lungo le mura. Sebbene le mura e la fortezza un tempo fossero paragonate alla grande muraglia cinese,  questo ha iniziato a cambiare con lo scoppio delle guerre nel 2015; le mura della fortezza crollarono, insieme a una moschea, a due chiese e alcune case di civili, costringendo all'abbandono di alcuni tratti.
Con il proseguimento della guerra, il governo della Turchia e l'UNESCO avviarono congiuntamente uno sforzo di ricostruzione e conservazione, con l'intenzione di completarle entro due anni, iniziando con la demolizione di parte della città. Il 4 luglio 2015, l'UNESCO ha aggiunto la fortezza e il paesaggio culturale dei giardini Hevsel alla lista del patrimonio dell'umanità dell'UNESCO. L'obiettivo principale dell'UNESCO era proteggere l'ambiente più del patrimonio. Il premier turco ha parlato anche di progetti di ricostruzione delle mura cittadine come grande attrazione turistica destinata a somigliare a Parigi; questo ha provocato notevoli polemiche a Diyarbakır, con alcuni locali che hanno sostenuto che avrebbero perso la loro antica eredità culturale.

## Architettura
La fortezza di Diyarbakir è costruita con pietra, basaltica nera e adobe e ha subito innumerevoli ristrutturazioni; le fortificazioni di basalto sono eccezionalmente durevoli, motivo per cui la struttura è rimasta relativamente intatta per oltre 2000 anni. La fortezza di Diyarbakir è tra i migliori esempi sopravvissuti di castello o forte costruito con una caratteristica naturale come una scogliera o uno specchio d'acqua su un lato come confine. Le mura hanno una funzione simbolica oltre che difensiva, con iscrizioni su quelle interne (il forte) che testimoniano la storia della città di Diyarbakir.
Oggi, la fortezza di Diyarbakir può essere divisa in due zone, il cortile e la cittadella. A nord-est, la cittadella contiene il primo insediamento all'interno di Diyarbakir e quelle mura si estendono per 598 metri. Il cortile ospita una torre e le mura della città, che circondano la zona più urbana della città murata di Diyarbakir. La maggior parte di queste pareti sono costruite con muratura e stili costruttivi tradizionali; le torri sono composte da 2-4 piani e hanno uno spessore di 4,4 metri alla base e si assottigliano ai piani superiori.
Le planimetrie del castello rivelano il predominio di due diverse forme edilizie, circolare e tetragonale. Le mura erano divise in cinque gruppi, quattro dei quali contenevano le torri attorno alle quattro porte principali, mentre il quinto conteneva le torri della cittadella. È stato riscontrato che 65 delle 82 torri originali rimangono ancora all'esterno delle mura della città e solo 18 di esse rimangono oggi. A causa delle differenze culturali, il forte ha subito alcune modifiche ed è stato ricostruito, riparato e/o potenziato nel tempo. Tuttavia, la tipologia complessiva è rimasta costante nei lavori di ristrutturazione del forte.
Le porte principali della fortezza sono: porta Dağ (Montagna), porta Urfa, porta Mardin e porta Yeni (nuova).